# Closterium intermedium
Closterium intermedium  là một loài Song tinh tảo trong họ Desmidiaceae, thuộc chi Closterium.